# Pi de l'Himàlaia
El pi de l'Himàlaia (Pinus wallichiana) és una espècie de conífera de la família Pinaceae que s'estén per la serralada de l'Himàlaia, des de l'Afganistan fins a Bhutan i Myanmar. En condicions naturals es desenvolupa entre 1.800-3.900 m d'altitud. Pot superar els 400 anys de vida. També està acceptat el nom pi blau de l'Himàlaia.

## Característiques

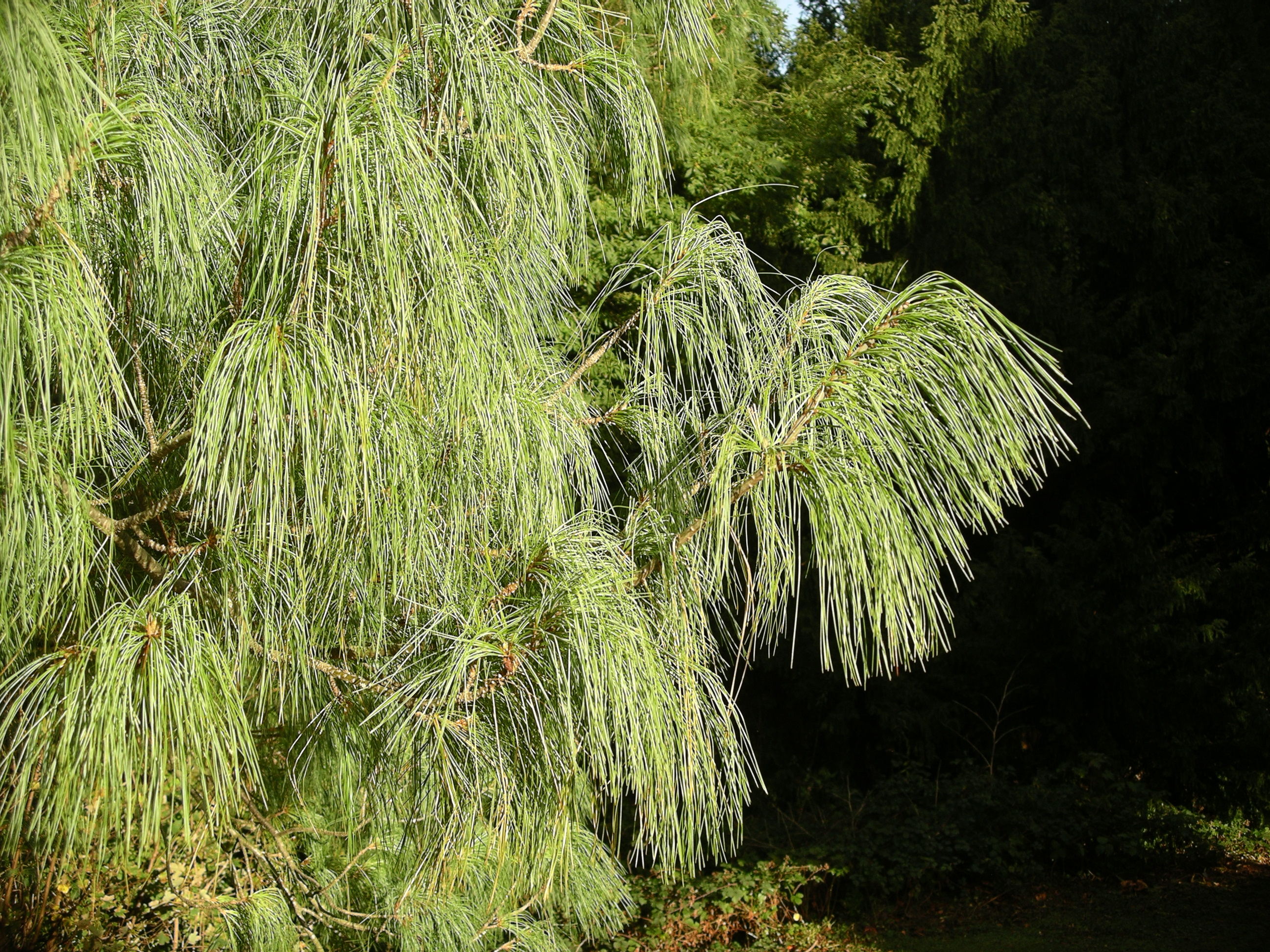
acícules

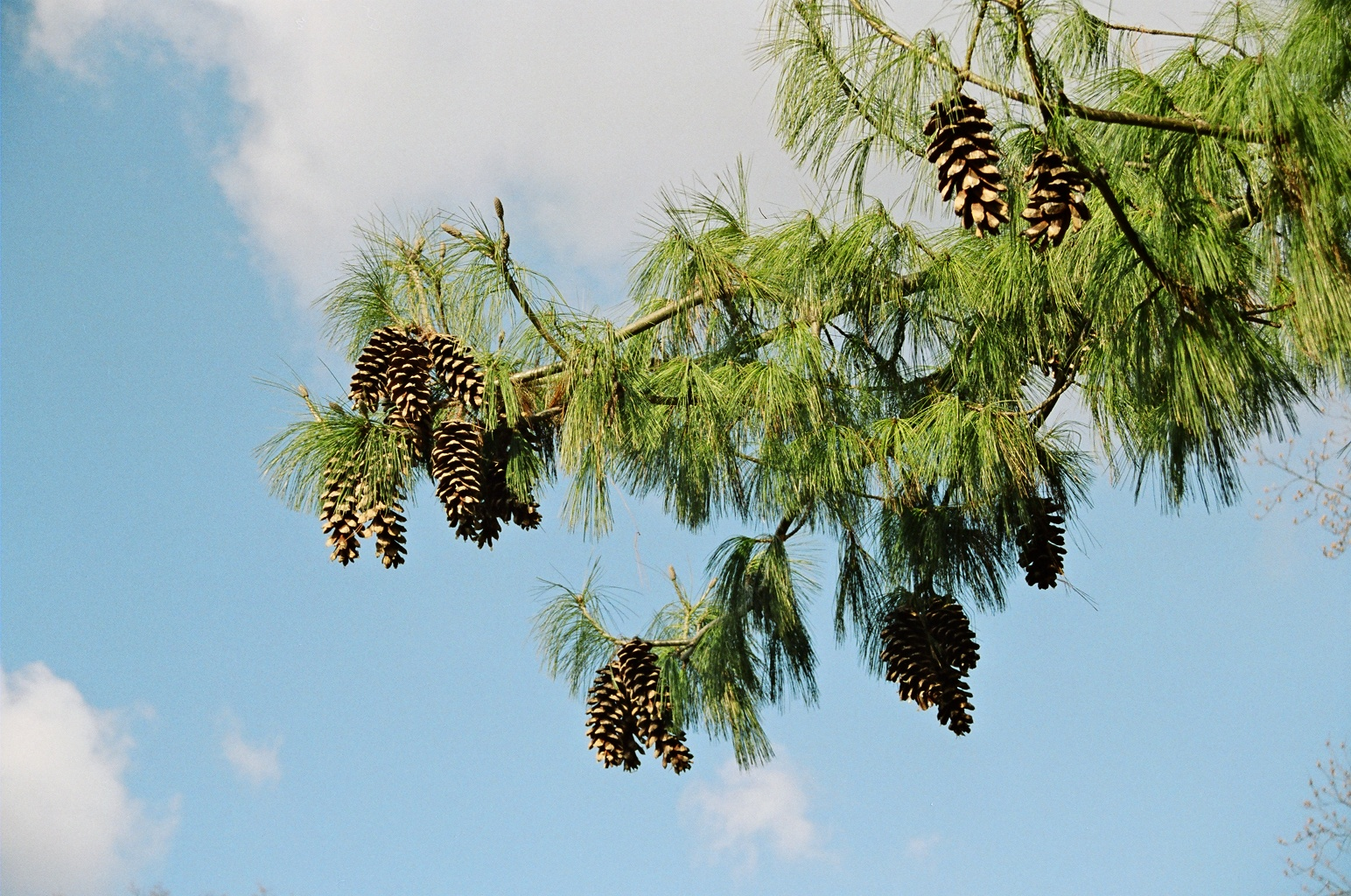
pinya

Arbre de fulla persistent que pot arribar als 50 m d'alçada, de capçada ampla i piramidal. Les branques i l'escorça són llises i d'un color gris amarronat que, amb l'edat, s'esquerden en plaques amples.
Les fulles (acícula) estan disposades en grups de 5, de 10 a 20 cm de longitud d'un verd blavós que presenten una estructura flexible i pendular.
Les pinyes són d'un color groc amarronat, allargades, de 16 a 32 cm de longitud, amb un clar peduncle i amb esquames amb escudets poc prominents, que creixen penjant de les branques secundàries de l'arbre en grups de fins a 5 unitats.

## Usos
Espècie molt apreciada en jardineria pel seu port i la textura i aspecte de la seva capçada. També és apreciada la seva fusta per la construcció.

## Varietats
- Pinus wallichiana 'Densa'
- Pinus wallichiana 'Nana'
- Pinus wallichiana 'Umbraculifera'
- Pinus wallichiana 'Zebrina'